# Кубшюц
Кубшюц или Ку́бшицы (нем. Kubschütz; в.-луж. Kubšicy) — коммуна в Германии, в земле Саксония. Подчиняется административному округу Дрезден. Входит в состав района Баутцен. Население составляет 2780 человек (на 31 декабря 2010 года). Занимает площадь 43,64 км².
Входит в состав культурно-территориальной автономии «Лужицкая поселенческая область», на территории которой действуют законодательные акты земель Саксонии и Бранденбурга, содействующие сохранению лужицких языков и культуры лужичан. Официальным языком в населённом пункте, помимо немецкого, является лужицкий.

## Население
| Год  | Численность | Численность |
| ---- | ----------- | ----------- |
| 2017 | 2571        | [ 1 ]       |
| 2019 | 2554        | [ 5 ]       |
| 2021 | 2499        | [ 6 ]       |
| 2022 | 2516        | [ 7 ]       |
| 2023 | 2490        | [ 2 ]       |

## Сельские округа
Община подразделяется на 24 сельских округа.
- Башюц (Bošecy)
- Блёза (Brězow)
- Вадиц (Wadecy)
- Вайсиг (Wysoka)
- Гроскуниц (Chójnica)
- Грубдиц (Hruboćicy), в состав также входит деревня Ясеньца
- Дараниц (Torońca)
- Дёлен (Delany)
- Енквиц (Jenkecy)
- Зокулахора (Sokolca)
- Зориц (Sowrjecy)
- Каниц-Христина (Konjecy)
- Креквиц (Krakecy)
- Кубшюц
- Кумшюц (Kumšicy)
- Литтен (Lětoń)
- Нойпуршвиц (Nowe Poršicy)
- Пилиц (Splósk)
- Пуршвиц (Poršicy)
- Рабиц (Rabocy)
- Рахлау (Rachlow pod Čornobohom)
- Ришен (Zrěšin)
- Шеквиц (Šekecy)
- Цишюц (Cyžecy)